# The Devotchkas

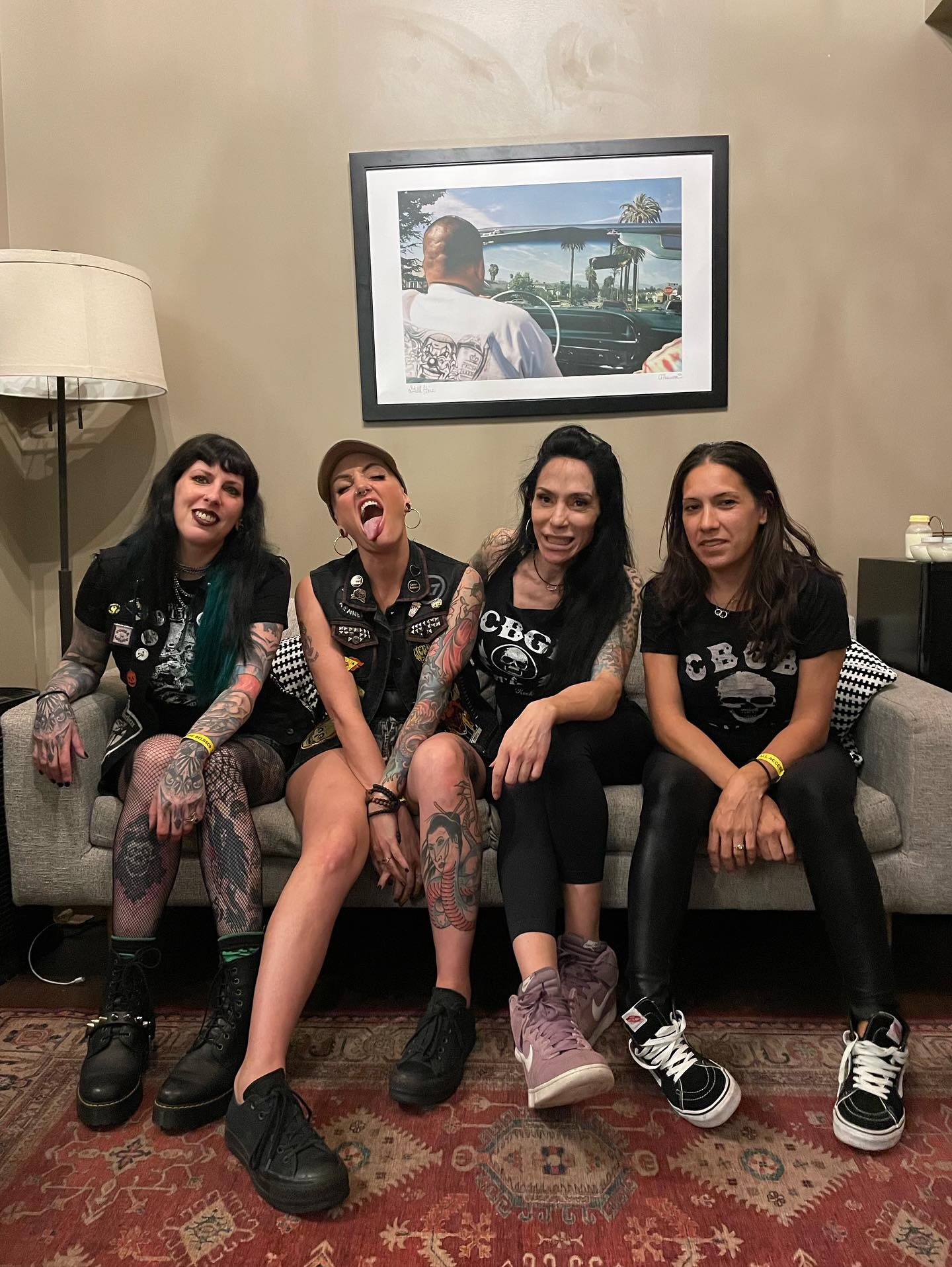
The Devotchkas no Los Angeles, em setembro de 2023.

The Devotchkas foi uma banda dos EUA de street punk de Long Island. Foi fundada em 1996 por um grupo de três amigas. Passaram vários bateristas pela banda.
Em 1998 assinaram com a Punk Core Records.
A banda se acabou em 2001.

## Discografia
- OiToy - 1998
- Devotchkas EP - 1998
- Annihilation - 2000
- The Same - 2000
- Live Fast, Die Young - 2001